# Francesco Francia

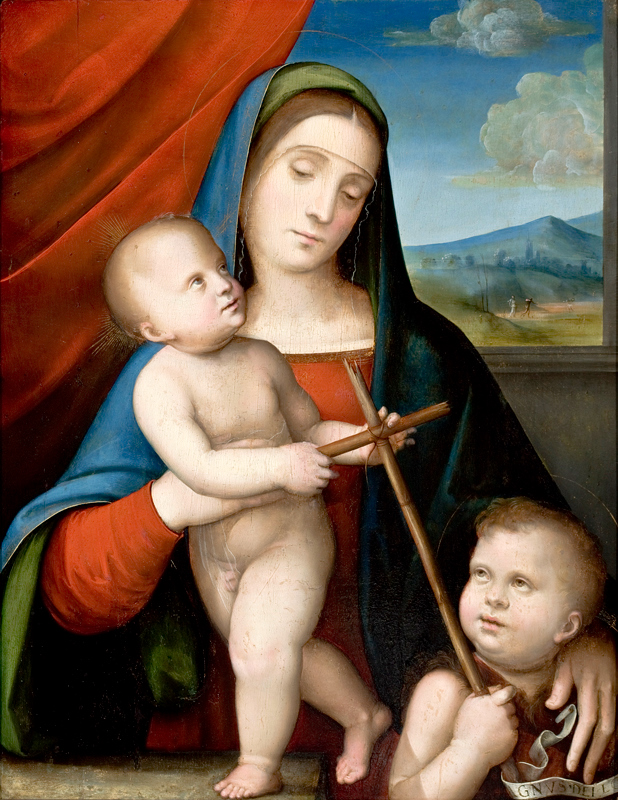
Virgem com o Menino e São João Batista Criança (1510-1515). Pintura de Francesco Francia (Museu de Arte de São Paulo, São Paulo).

Francesco di Marco di Giacomo Raibolini, mais conhecido como Francesco Francia (c. 1450 - 1517), foi um pintor, ourives e medalhista italiano, nascido em Bolonha.
Inicialmente, Francia dedicou-se à ourivesaria, tendo produzido obras em prata e nigelo, destruídas com a expulsão dos Bentivoglio de Bolonha, em 1506. A primeira menção à sua atividade como pintor é de 1486, e sua mais antiga obra conhecida é a Madona Felicini,, assinada e datada de 1494.
Como pintor, mostra-se nos anos 1480-1500 como um sereno intérprete da grande pintura quatrocentista de Ferrara em seu momento de declínio. Colaborou estreitamente com Lorenzo Costa, de quem mimetizou a poética pictórica, tendo recebido também influências de Ercole de' Roberti. Em 1506, Francia torna-se pintor da corte de Mântua. A partir daí, sua arte mostra uma tendência progressiva rumo ao classicismo de matriz rafaelesca, tendência que granjeia enorme reputação ao pintor, inclusive fora de Bolonha.
A importância de Francia para a pintura bolonhesa do primeiro quarto do século XVI é decisiva, não apenas por ter sido o pintor que mediou em sua cidade a emergência do classicismo de Rafael e Perugino, mas também porque soube projetar sua poética, por intermédio de um concorrido ateliê, em artistas como Timoteo Viti e seus próprios filhos, Giacomo e Giulio Francia.